# NGC 6458
NGC 6458 ist eine linsenförmige Galaxie vom Hubble-Typ S0 im Sternbild Herkules am Nordsternhimmel, die schätzungsweise 150 Millionen Lichtjahre von der Milchstraße entfernt ist. Im gleichen Himmelsareal befindet sich die Galaxie NGC 6460.
Das Objekt wurde am 2. Juli 1864 von Albert Marth entdeckt.